# Ruhr i Vesttyskland
|  | Denne artikel er oprettet af botten PalnaBot ud fra en ekstern database. Den kan derfor have sproglige fejl eller mangler. Denne skabelon kan fjernes efter kontrol af indholdet. |

Ruhr i Vesttyskland er en dokumentarfilm fra 1982 instrueret af Sten Rehder efter eget manuskript.

## Handling
En film om mennesker, industri og forurening. Filmen er bygget op omkring to pensionister, der har arbejdet hele deres liv i Ruhr, og som i deres alderdom er flyttet i en helårs campingvogn i et forsøg på at slippe væk fra områdets luft- og støjforurening. På baggrund af de to pensionisters livshistorie vises de dominerende industrier i Ruhr og deres forurening.